# Калянін Олександр Ігорович
Олександр Калянін (рос. Александр Калянин, нар. 24 вересня 1987, Челябінськ — пом. 7 вересня 2011, Туношна) — російський хокеїст, що грав на позиції крайнього нападника.

## Ігрова кар'єра
Професійну хокейну кар'єру розпочав 2005 року.
Протягом професійної клубної ігрової кар'єри, що тривала 7 років, захищав кольори команд «Трактор», «Дизель»,  «Локомотив» (Ярославль).

## Загибель
7 вересня 2011 під час виконання чартерного рейсу за маршрутом Ярославль—Мінськ сталася катастрофа літака Як-42 внаслідок чого загинуло 43 особи з 45-и (після авіакатастрофи вижило лише двоє — хокеїст Олександр Галімов та бортінженер Олександр Сізов, які у важкому стані були госпіталізовані до міської лікарні Ярославля), серед загиблих також був і гравець Олександр Калянін.

## Статистика
| 2003-04 | «Трактор»-2 (Челябінськ)  | Перша ліга | 2  | 0  | 0  | 0  | 0  |    |   |   |    |    |
| 2004-05 | «Трактор» (Челябінськ)    | Вища ліга  | 2  | 0  | 0  | 0  | 0  |    |   |   |    |    |
| 2004-05 | «Трактор»-2 (Челябінськ)  | Перша ліга | 39 | 15 | 18 | 33 | 50 |    |   |   |    |    |
| 2005-06 | «Локомотив» (Ярославль)   | Суперліга  | 5  | 2  | 0  | 2  | 2  |    |   |   |    |    |
| 2005-06 | «Локомотив»-2 (Ярославль) | Перша ліга | 41 | 14 | 25 | 39 | 78 |    |   |   |    |    |
| 2006-07 | «Дизель» (Пенза)          | Вища ліга  | 12 | 1  | 1  | 2  | 12 |    |   |   |    |    |
| 2006-07 | «Дизель»-2 (Пенза)        | Перша ліга | 2  | 0  | 0  | 0  | 0  |    |   |   |    |    |
| 2007-08 | «Трактор» (Челябінськ)    | Суперліга  | 30 | 6  | 7  | 13 | 42 | 3  | 0 | 0 | 0  | 0  |
| 2007-08 | «Локомотив»-2 (Ярославль) | Перша ліга | 8  | 5  | 9  | 14 | 2  |    |   |   |    |    |
| 2008-09 | «Локомотив» (Ярославль)   | КХЛ        | 11 | 0  | 1  | 1  | 4  | 1  | 1 | 0 | 1  | 4  |
| 2009-10 | «Локомотив» (Ярославль)   | КХЛ        | 30 | 1  | 1  | 2  | 12 | 17 | 3 | 4 | 7  | 6  |
| 2010-11 | «Локомотив» (Ярославль)   | КХЛ        | 53 | 15 | 19 | 34 | 56 | 17 | 9 | 4 | 13 | 14 |